# Electra Glide in Blue
Pour les articles homonymes, voir Dérapage contrôlé.
Pour plus de détails, voir Fiche technique et Distribution.
Electra Glide in Blue, ou jadis alternativement appelé Dérapage contrôlé en France et L'Electra Glide bleue au Canada, est un film dramatique américain réalisé, mis en musique et produit par James William Guercio (en) sur le scénario de Robert Boris (en) d'après son histoire partagée avec Rupert Hitzig, mettant scène Robert Blake dans le rôle de John Wintergreen, Billy Green Bush (en) et Mitchell Ryan. Produit par United Artists, ce film est sorti le 13 août 1973 aux États-Unis et le 4 octobre 1973 en France.
Sélectionné en compétition au Festival de Cannes en 1973, ce film a été relancé le 5 septembre 2004 à L'Étrange Festival, avant d'être repris le 29 septembre 2010 sur les écrans français.
Il s'agit du seul film réalisé par James William Guercio.

## Synopsis
John Wintergreen, un motard de la brigade routière de l'Arizona qui rêve d'intégrer la brigade criminelle voit son rêve exaucé quand on lui confie l'enquête sur le meurtre d'un vieillard.

## Fiche technique
- Titre français : Dérapage contrôlé (titre lors de la 1re sortie en salles[1]) ; Electra Glide in Blue (titre DVD)
- Titre québécois : L'Electra Glide bleue
- Titre original : Electra Glide in Blue
- Réalisation : James William Guercio
  - Premier assistant réalisateur : Tom Shaw
  - Second assistant réalisateur : Carl Beringer
  - Seconde équipe réalisateur : Bill Hickman
- Scénario : Robert Boris d'après son histoire partagée avec Rupert Hitzig
- Producteur : James William Guercio et Rupert Hitzig
- Société de production :
  - United Artists
  - American Broadcasting Company
  - MGM Home Entertainment
- Directeur artistique : Joseph Hurley
- Chef de la photographie : Conrad L. Hall
- Son : Robert Glass, Robert Knudson, William Randall et Sam F. Shaw[2]
- Cascade : Bud Ekins[3]
- Montage : Jim Benson, Gerald B. Greenberg et John F. Link
- Costumes : Rita Riggs
- Musique : James William Guercio
- Budget : 1 000 000 dollars
- Cascade : Bud Ekins[4]
- Durée : 114 minutes
- Format :
  - Couleur CinemaScope
  - 2.35:1 • 35 mm
  - Mono • 4-Track Stereo
- Genre : Drame
- Dates de sortie :
  - États-Unis : 13 août 1973
  - France : 4 octobre 1973[1]

## Distribution
- Robert Blake : John Wintergreen
- Billy Green Bush : Zipper
- Mitchell Ryan : Harve Poole
- Jeannine Riley : Jolene
- Elisha Cook Jr. : Willie
- Royal Dano : Coroner

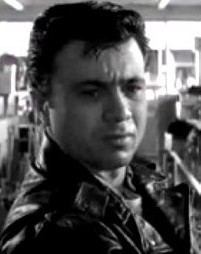
Robert Blake, en 1967, bien avant Electra Glide in Blue.

- Hawk Wolinski : Le chauffeur du bus
- Peter Cetera : Bob Zemko
- Terry Kath : Le tueur
- Lee Loughnane : L'Homme-Cochon
- Walter Parazaider : Loose Lips
- Joe Samsil : Sergent Ryker
- Jason Clark : Détective de Los Angeles
- Michael Butler : Le chauffeur de camion
- Susan Forristal : La fille à la crème glacée

## Production

### Développement
À la fin des années 1960, le producteur-président de United Artists David V. Picker proposa à James William Guercio de réaliser un film indépendant d'un budget d'un million de dollars pour lequel ce dernier, alors autodidacte, accepta parce qu'il avait tous les droits sur les choix du scénario cosigné par Robert Boris et Rupert Hitzig, des comédiens et des techniciens.

### Scénario
L'histoire a été imaginée par Robert Boris et Rupert Hitzig; après quoi Robert Boris la rédigea en scénario pour James William Guercio, qui l'avait  choisie.
Durant le tournage, le réalisateur, par crainte de ne pouvoir finir le film à temps et de dépasser le budget, fit appel au scénariste Michael Butler pour réduire le script, supprimant une intrigue sentimentale.

### Casting
Refusant des vedettes renommées, James William Guercio préféra des acteurs de longue carrière dans de seconds rôles au cinéma ou dans des séries télévisées comme Elisha Cook Jr., habitué dans les rôles de méchant ou de névrosé, qui interpréta un vieil homme sénile nommé Willie.
On notera l'apparition du figurant débutant Nick Nolte, malheureusement non crédité dans le générique.
À noter aussi que figurent parmi les acteurs quatre membres fondateurs du groupe Chicago Transit Authority: Lee Loughane (trompette), Walter Parazaider (saxophone), Terry Kath (guitare) et Peter Cetera (basse). Le réalisateur du film étant par ailleurs le producteur et manager du groupe

### Tournage
Très fortement épris du grand ouest américain, le réalisateur décida de mettre en scène l'histoire dans les décors naturels de Monument Valley en Arizona. Il travailla avec le cadreur Conrad L. Hall. Le tournage s'y termina à temps, sans dépasser le budget.
James William Guercio s'était occupé du montage avec Jerry Grinberg en compagnie de Gerald B. Greenberg et John F. Link, avant de travailler sur la musique
Lieux de tournage
- Arizona, États-Unis
  - Carefree
  - Phoenix
  - Scottsdale

- Utah, États-Unis
  - Monument Valley

### Musique
Avant d'être réalisateur, James William Guercio était déjà dans la musique « grâce au guitariste Mitch Ryder dans le département de production et de management de la compagnie Columbia Records », ce qui a permis d'en faire pour son film alliant sons et rythmes rock/funk des années 1970 avec ceux qui ne sont pas sans rappeler le spleen des vieux westerns.

#### Liste des titres
| 1.  | Morning             |                | 1:05 |
| 2.  | Prelude             |                | 4:49 |
| 3.  | Meadow Mountain Top | Mark Spoelstra | 2:45 |
| 4.  | Overture            |                | 2:09 |
| 5.  | Most Of All         | The Marcels    | 2:08 |
| 6.  | Jolene's Dance      |                | 3:11 |
| 7.  | Free From The Devil | Madura         | 1:47 |
| 8.  | The Chase           |                | 3:21 |
| 9.  | Song Of Sad Bottles | Mark Spoelstra | 4:05 |
| 10. | Monument Valley     |                | 1:27 |
| 11. | Tell Me             | Terry Kath     | 7:43 |
| ?   |                     |                |      |

#### Groupe
- Chef d'orchestre : Charles Stern
- Chœur : Andra Willis, Jackie Allen, Patricia Hall, Shirlie Matthews
- Alto : Allan Harshman, David Schwartz, Harry Hyams, Sam Baghossian
- Contrebasse : Abe Luboff, James Bond, Lyle Ritz
- Cor d'harmonie : David Duke, Gale Robinson, Henry Sigismonti, Richard Perissi, Vincent DeRosa, William Hinshaw
- Guitare : Ben Benay, Larry Carlton, Louie Shelton
- Moog : Paul Beaver
- Percussion : Dale Anderson, Guille Garcia, Sanora Grouch, Victor Feldman
- Piano : Michael O'Martian, Michael Lang
- Tambours : Ross Salomone
- Trombone : Harold Diner, James Pankow, Lew McReary, Robert Knight
- Trompette : Bud Brisbois, Chuck Findley, Conte Condoli, Lee Loughnane, Oliver Mitchell, Tony Terran
- Violon : Arnold Belnick, Assa Drori, Bernard Kundell, Henry Ferber, James Getzoff, Ralph Schaeffer, Ronald Folsom, Sidney Sharp, Tibor Zelig, Wilbert Nuttycombe, William Kurasch
- Violoncelle : Armand Kaproff, Jesse Erlich, Raymond Kelley

- Music Copyist : David Ward, Jeffery Jones, M. Lee Allman

## Distinctions
Nominations
- Palme d'or au Festival de Cannes (1973)
- Golden Globe du meilleur acteur dans un film dramatique au Golden Globe (1974)

## DVD et Blu-ray
Electra Glide in Blue en DVD et Blu-Ray est sorti le 8 juin 2009 sous la collection Les Introuvables Fnac, contenant une présentation du film par Jean-Baptiste Thoret en treize minutes et une introduction du réalisateur James William Guercio en neuf minutes.